# Voicemeeter
Voicemeeter est une table de mixage virtuelle et une carte son fonctionnant sur le système d'exploitation Windows et permettant le traitement de tout signal audio, que sa source soit physique (microphone) ou virtuelle (application), et son émission vers des périphériques audio physiques et/ou des applications.
Voicemeeter propose de nombreuses fonctionnalités utiles aux activités audio : utilisateurs de VoIP, amateurs de jeux vidéo, utilisateurs de logiciels audio tels que VLC media player, Audacity, etc.
Trois versions du logiciel sont disponibles : Voicemeeter (ou "Voicemeeter Standard") qui propose deux entrées/sorties physiques et une virtuelle, Voicemeeter Pro (baptisée Banana) qui propose trois entrées/sorties physiques et deux virtuelles, un enregistreur intégré et des traitements audio supplémentaires,et Voicemeeter Potato qui propose cinq entrées/sorties physiques et trois virtuelles.
Distribuée selon le modèle du donationware, l'application est téléchargeable gratuitement.

## Fonctionnalités[1]

### Table de mixage virtuelle
En tant que console de mixage virtuelle, Voicemeeter permet d'interconnecter et de mélanger les flux audio de nombreux périphériques et applications audio grâce au concept d’entrées/sorties physiques (pour les périphériques audio) et d’entrées/sorties virtuelles (pour  les applications) : microphone USB, lecteurs DVD, jeux vidéo, iTunes, logiciels de VoIP, station audionumérique (DAW), etc.

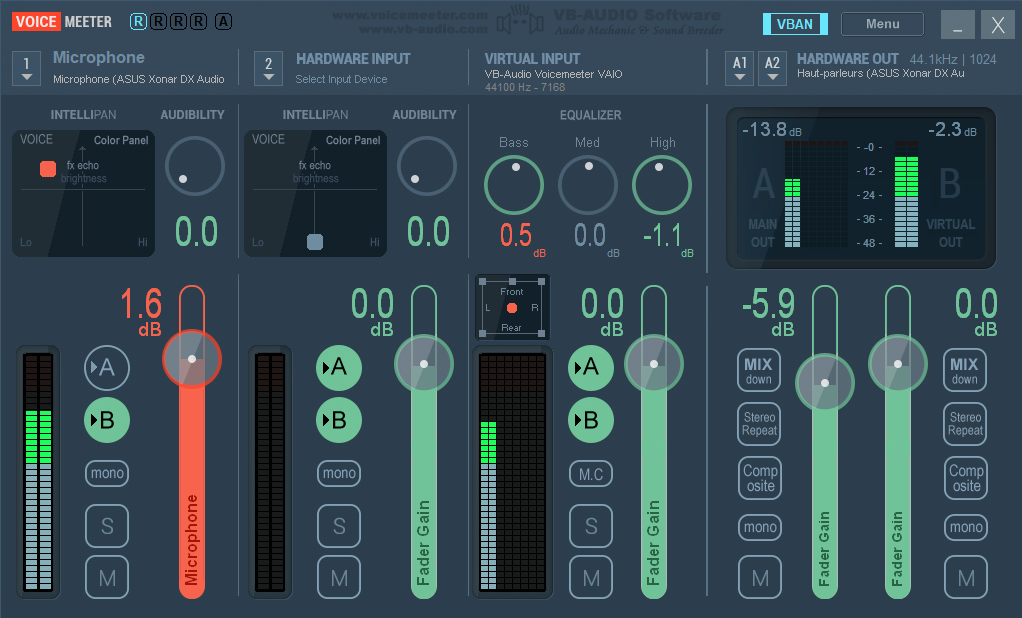
Interface de Voicemeeter Standard.
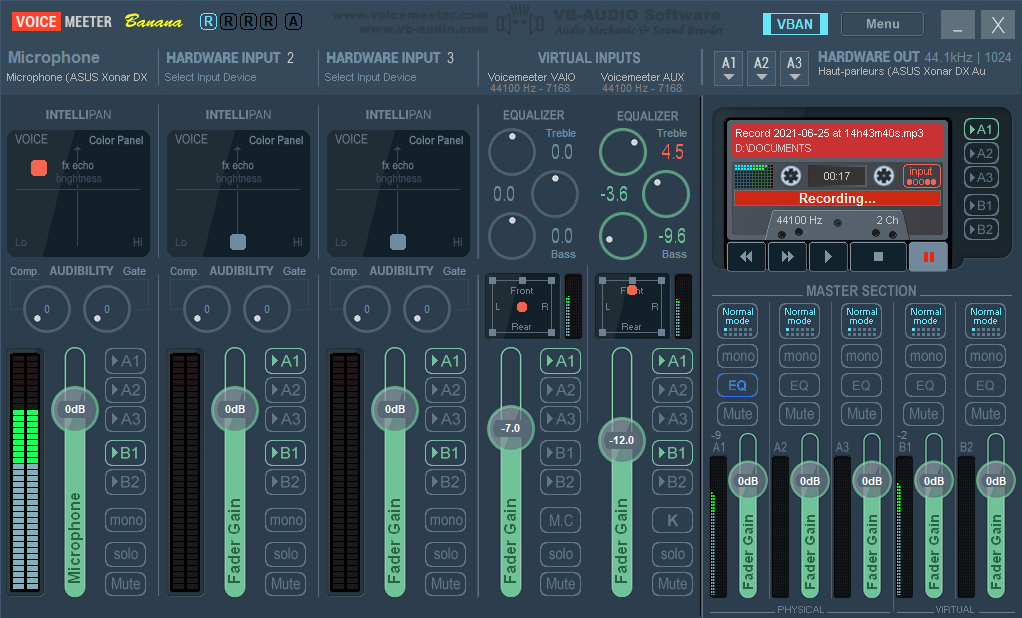
Interface de Voicemeeter Banana.
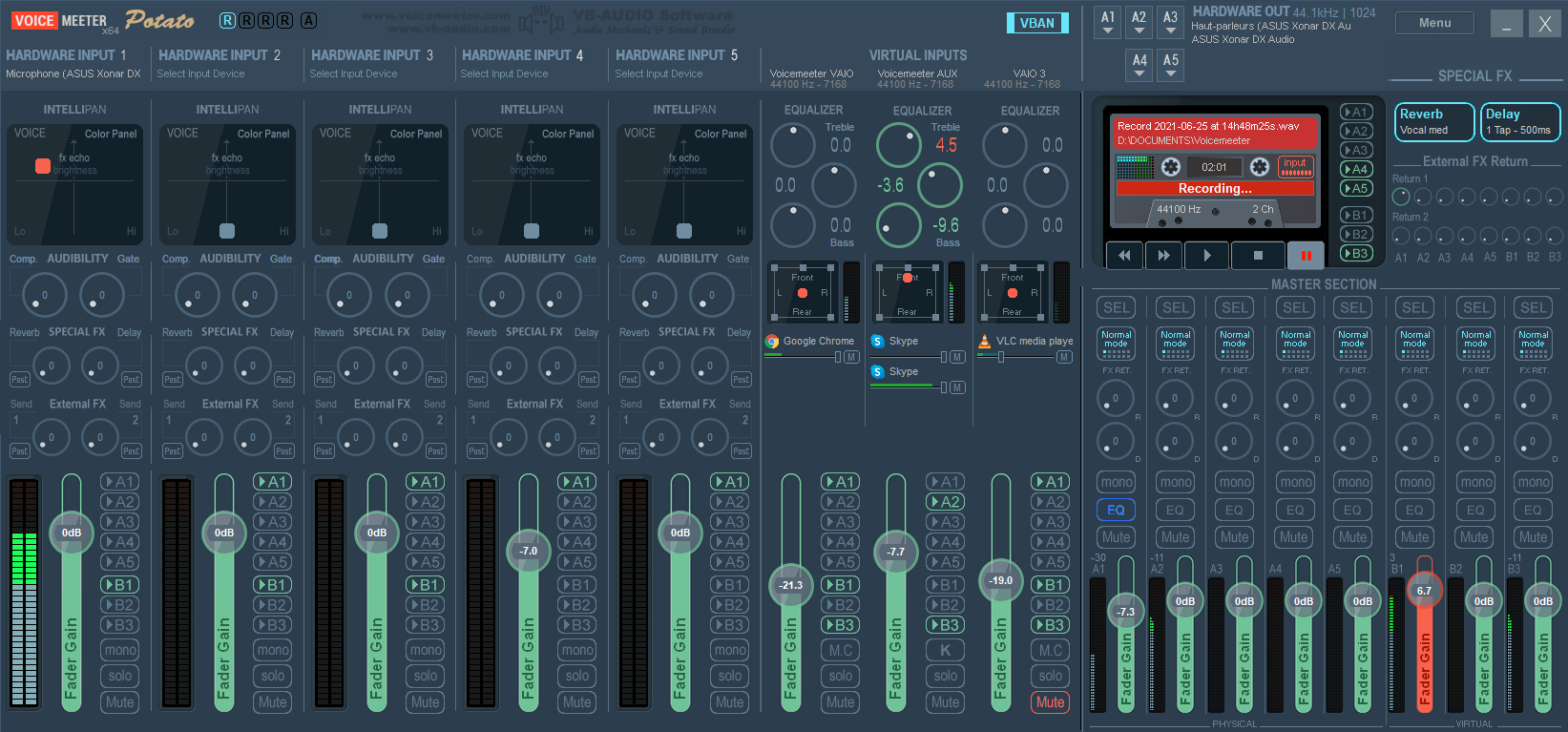
Interface de Voicemeeter Potato.

#### Agrégation de périphériques et d'applications audio
Voicemeeter permet de mixer plusieurs sources audio provenant de différents périphériques, tel qu'un microphone USB ou une entrée de ligne, avec le son des applications du PC, tel qu'un lecteur vidéo.

Voicemeeter Standard propose deux entrées physiques et une entrée virtuelle.

Voicemeeter Banana propose trois entrées physiques et deux entrées virtuelles.

Voicemeeter Potato propose cinq entrées physiques et trois entrées virtuelles.

#### Mixage et traitement temps réel

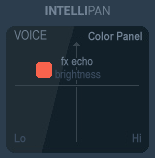
Intellipan, égaliseur à deux dimensions des entrées physiques de Voicemeeter.

Tout comme une table de mixage physique, Voicemeeter permet de mixer et traiter les différents signaux en temps réel avec notamment des égaliseurs, des compresseurs et des noise gates (bouton "Audibility" pour Voicemeeter Standard), et des contrôles de gain matérialisés par des tirettes verticales.
Pour les entrées physiques, l'Intellipan propose des égaliseurs présentés sous forme d'un panneau à deux dimensions permettant la correction rapide et quasi instinctive de l'intelligibilité de la voix. De plus, Voicemeeter Banana dispose d'un égaliseur indépendant perfectionné sur chacune des sorties de bus.

#### Sorties multiples
Les signaux audio générés peuvent ensuite être émis distinctement vers plusieurs périphériques de lecture physiques (haut-parleurs, télévision, Bluetooth…) ou virtuelles (Skype, Audacity, OBS, Twitch…).

Voicemeeter Standard dispose d'une sortie physique et une sortie virtuelle.

Voicemeeter Banana dispose de trois sorties physiques et deux sorties virtuelles.

Voicemeeter Potato dispose de cinq sorties physiques et trois sorties virtuelles.
Voicemeeter permet ainsi aisément par exemple de modifier sa voix, d'y ajouter de la musique et d'émettre l'ensemble dans une conversation via Skype ou de jouer à des jeux vidéo en 5.1 tout en conversant avec son équipe.

### Enregistrement intégré
Voicemeeter Banana intègre un enregistreur audio, sous forme d'un magnétophone à cassette des années 1980, qui permet d'enregistrer des entrées ou des sorties de bus au format WAV, AIFF, BWF et MP3. C'est aussi un lecteur audio prenant en charge les fichiers audio au format WAV, AIFF, MP3, M4A, MP4, MOV, AVI, WMA, WMV,.

### Universal Audio Interface
Voicemeeter peut utiliser des périphériques audio Windows avec les interfaces WASAPI (WDM), Kernel Streaming (en) ou Multimedia Extensions (en) et il peut aussi gérer un périphérique audio ASIO (sur la sortie A1). Il présente une à trois entrées/sorties virtuelles avec toutes les interfaces : WASAPI, KS, MME, WaveRT (en), DirectX ainsi que ASIO (ce qui permet de connecter des logiciels audio professionnels à Voicemeeter). Voicemeeter Banana offre aussi un driver ASIO virtuel d'insert pour connecter une application type hôte VST et traiter les différentes entrées de Voicemeeter avec des logiciels plug-in ou n'importe quelles applications audio professionnelles.

### Pilotes de périphérique audio intégrés
Voicemeeter est de plus livré avec des pilotes audio d'entrée et sortie (qui constituent les entrées/sorties virtuelles). Une fois ceux-ci configurés comme périphériques par défaut, ils permettent d'effectuer toutes les tâches précédemment citées tout en évitant les conflits entre périphériques audio.

### Réseau audio
Le protocole VBAN permet d'envoyer/recevoir des flux audio non-compressés sur un réseau local et ainsi d'interconnecter des ordinateurs sans avoir à utiliser des câbles audio.

### Contrôle MIDI
Le contrôle des paramètres principaux par une surface de contrôle MIDI permet de gérer tout le son de l'ordinateur avec un contrôleur dédié (Korg NanoKontrol par exemple).

### Commande programmable et contrôle à distance
Voicemeeter est installé avec MacroButton qui permet de créer des fonctions complexes pour agir sur un ou plusieurs paramètres de Voicemeeter avec une touche du clavier (raccourci clavier), un code MIDI, un seuil sur un signal entrant (trigger) ou un bouton de manette Xbox (XInput). Il est ainsi possible de changer d'un clic la configuration de Voicemeeter pour l'adapter instantanément aux différentes utilisations que l'on en fait.

### VoicemeeterRemote API
Voicemeeter peut être considéré comme un composant audio système utilisable par toute application. Une API appelée VoicemeeterRemote API permet d'agir en lecture et en écriture sur les paramètres de Voicemeeter et de ce fait contrôler Voicemeeter à partir d'un programme pour l'utiliser comme service audio ou comme carte son virtuelle. Un programme peut ainsi mettre en place des fonctions de rappel (callbacks) de traitement du signal pour traiter le son dans Voicemeeter. N'importe quel langage de programmation peut être utilisé.

## Documentation
Voicemeeter dispose d'un forum dédié et un serveur Discord, gérés par l'équipe de développement et des utilisateurs experts.
Un manuel détaillé et régulièrement mis à jour est également disponible au téléchargement sur le site de l'éditeur. Outre les fonctionnalités du logiciel, celui-ci présente la configuration de base à effectuer, propose des études de cas pratiques et apporte des solutions aux problèmes les plus fréquemment rencontrés.
Des tutoriels vidéo sont aussi régulièrement postés sur Internet par des utilisateurs de Voicemeeter.

## Modèle de distribution
Voicemeeter est distribué selon le modèle du donationware. L'application est donc téléchargeable et utilisable gratuitement, sans limitation de fonctionnalités. L'utilisateur est ensuite invité à faire un don au développeur en choisissant le montant de sa contribution.